# レッド・ヒル・マイニング・タウン
『レッド・ヒル・マイニング・タウン』（Red Hill Mining Town）は『ヨシュア・トゥリー（The Joshua Tree）』に収録されているU2の楽曲である。

## 概要
炭鉱閉鎖による炭鉱労働者とその家族の生活の変容をテーマにした曲。
1984年、UKのイアン・マクレガー石炭庁総裁が年内に採算の取れない20の炭鉱閉鎖し、約2万人の合理化計画案を発表すると、これに反対して全国炭坑労働組合（NUM）は大規模なストを行った。結局、組合側の敗北に終わったこのストは社会に大きな禍根を残した。
一方、その年、ボノはスレーン城でボブ・ディランと共演し、ホットプレスの企画でヴァン・モリソンも交えて対談した。かねがね「俺のレコードコレクションは1976年から始まっている」と豪語していたボノだったが、2人のロックレジェンドとあいまみえることによって、伝統的な音楽を勉強しなければと痛感し、ディランに教えてもらった昔のレコードを聴き漁り、ケルト音楽とアメリカのフォークミュージックの共通点に気づいた。またこの頃、ブルース・スプリングスティーンにも傾倒していた。
そして『The Joshua Tree』のレコーディングのごく初期の1985年後半にはトニー・パーカーという人物の『Red Hill: A Mining Community』という本にインスパイアされ、前年の炭鉱ストライキをテーマとするこの曲を書き上げた。初期のタイトルは「The Eejit」。ストライキが家族とその人間関係を破壊してしまったことに焦点を当てられているこの曲は、ストライキを直接扱っていないということで批判もされたが、ボノは社会問題が個人的な人間関係にどのような影響を与えるかに興味を惹かれたのだという。
が、ボノは初期のヴォーカルパートを「失業についての曲なのに、まるでポケットに札束を入れた金持ちが歌っているようだ」と嫌い、結局、プレートリバーブで加工処理した。
アルバムからの2ndシングルとしてリリースされる予定だったが、ニール・ジョーダンが撮ったPVが気に入らなかったこと、キーが高すぎてボノの喉が潰れてしまうことから、その話見送られ、結局、「I Still Haven't Found What I'm Looking For」に取って代わられた。ラリーはこの曲を「失われた曲」とし、オーバープロデュースで台無しになったと述べている。
なおU2は1987年3月に放映されたThe Late Late Showで同じく炭鉱閉鎖をテーマにした「Springhill Mining Disaster」を披露し、The Joshua Treeツアーでも度々セトリに入れている。

## Steve Lillywhite 2017 Mix
- 発売日：2017年4月22日
- レーベル：アイランド、ユニバーサル
- 収録アルバム：The Joshua Tree
- プロデューサー：ブライアン・イーノ、ダニエル・ラノワ
- リミックス：スティーブ・リリーホワイト

『The Joshua Tree』30周年記念デラックスエディションリリースを機に、レコード・ストア・デイにシングルカットされた。ボノとエッジのボーカルは再録されているが、バックコーラスはオリジナルのままである。『The Joshua Tree』レコーディングの際には上手くいかなかったホーン・セクションが追加されている。

## PV
- 監督： ニール・ジョーダン
- ロケ地：ロンドン
- 撮影日：1987年2月
- リリース日：2007年11月14日

当時『プランケット城への招待状』をヒットさせて頭角を現しつつあった。映画監督のニール・ジョーダンが撮影したもの。が、が、バンドが気に入らずお蔵入りになり、ブートも出回らず、写真だけがいくつか出回って、ファンの間では存在のみ知られる存在だったが、2017年11月14日、突然、何者かがYoutubeにアップし、『The Joshua Tree』のスーパーデラックボックスのDVDにも収録された。なお映像の中の炭鉱は本物ではなくセットである。